# Encefalopatía epiléptica y del desarrollo, 9
La epilepsia restringida a niñas con o sin retraso mental (EFMR, por sus siglas en inglés Epilepsy Female with Mental Retardation), o síndrome de Juberg y Hellman es una epilepsia infantil con un coeficiente intelectual normal. Se estima que dos tercios sí presentan trastornos en el desarrollo: problemas de aprendizaje, discapacidad intelectual, depresión y/o autismo, comportamientos agresivos, etcétera. Existe una gran variedad fenotípica y se la asocia a una mutación en gen PCDH19. Su comienzo suele aparecer de manera sorpresiva o tras una infección o una vacunación. Su nombre puede inducir a error, ya que ahora se sabe que este tipo de epilepsia se presenta tanto en varones como en niñas.

## Historia
La EFMR fue descrita por primera vez en una familia en Norteamérica en tres informes consecutivos (por Juberg y Hellman en 1971; Fabisiak y Erickson en 1990;. Ryan et al en 1997). El síndrome de esta familia se caracterizaba por la aparición de convulsiones en la infancia en niñas normales que posteriormente mostraban una regresión del desarrollo, con discapacidad intelectual que iba de leve a profunda. El trastorno tiene un patrón de herencia atípico, está considerada como dominante ligado al cromosoma X con portadores varones (normalmente no afectados), donde las mujeres se ven afectadas y los hombres transmiten la enfermedad. Los hombres encontrados hasta hace poco tenían un fenotipo normal. El modo de herencia es una característica clave para el diagnóstico, pero difícil de reconocer si no hay varias generaciones de miembros de la familia que muestren a mujeres afectadas. El locus de la enfermedad en fue mapeado en el Xq22 (Ryan et al., 1997), en 2008 Dibbens et al, secuenció el gen causante de la enfermedad en el locus Xq22.1 e identificó la mutación genética en familias afectadas por el EFMR, al mismo tiempo, la doctora I. Schefferd amplió el fenotipo del gen. En este estudio en 2008 ya se apunta que es un síndrome que puede llegar a ser común y estar infradiagnosticado pues presenta una alta variabilidad en la expresividad fenotípica. En recientes estudios se van encontrando varones afectados por esta enfermedad.
La epilepsia EFMR (Epilepsy Female Limited and/or Mental retardation) en la que se localiza el gen causante de la enfermedad tuvo la primera publicación en 2008.
Esta epilepsia es un descubrimiento relativamente reciente y aún no tiene clasificación específica según de la Liga Internacional contra la Epilepsia. En 2015 se realizó la tercera conferencia mundial sobre PCDH19 en Roma donde se presentaron todas las novedades en la investigación de la enfermedad.

## Clasificación y cuadro clínico
Pertenece al grupo de Epilepsias idiopáticas, aún no hay ninguna otra clasificación por parte de la Comisión Internacional de la Liga Internacional contra la Epilepsia (ILAE), se sabe que es una epilepsia ligada al cromosoma  "X" y que es una forma extraña de herencia, puesto que lo portan los padres, pero lo padecen las hijas. Aunque se ha detectado aisladamente algún varón afectado con epilepsia portador del gen no se ha podido correlacionar con seguridad que este fuese la causa. La epilepsia EFMR se desarrolla por un mal funcionamiento de la Proteína PCDH19 (protocadherin 19) las cadherinas de las que la PCDH es una estructura similar son proteínas de adhesión celular en este caso dependientes del calcio.
Su etiopatogenia y su fisiopatología (causa y mecanismos por los que se produce) puede ser distinta las de otras epilepsias, pero con sintomatología muy parecida a otros síndromes epilepticos, de hecho hay casos graves de EFMR estarán en estos momentos diagnosticados como Síndrome de Dravet con SCN1A  negativo, Síndrome de Lennox-Gastaut, con epilepsia parcial Benigna de la infancia en la o con epilepsia de origen desconocido.
Existen estudios que han encontrado niveles anormales de la hormona Alopregnanolona, en concreto deficiencia en niñas afectadas con la mutación. Se sabe que se da con mucha más frecuencia en niñas, se ha asociado a convulsiones febriles o postvacunales en la primera etapa de la vida, antes de los tres años. Se sabe que las vacunas pueden ser el detonante (no la causa) de las convulsiones especialmente la vacuna de la tos ferina-Difteria-Tétanos.

## Epilepsia Rosa
Este nombre se usa en España y Latinoamérica pues dado lo difícil que resultaba de recordar el gen para los médicos y pacientes una asociación decidió llamarla Epilepsia Rosa, y creó una asociación llamada Epilepsia Rosa PCDH19 y desde entonces es así conocida en muchos ámbitos incluido el ámbito médico dado que la hace más fácil de recordar, posteriormente crearon la asociación Epilepsia Rosa PCDH19.

### Cuadro clínico
Se sabe que se daba casi exclusivamente en niñas (aunque según se avanza en la investigación se está viendo un aumento de casos en niños), se ha asociado a convulsiones espontáneas, febriles o postvacunales en la primera etapa de la vida, suelen empezar antes de los tres años de edad, aunque se han detectado casos de inicios más tardíos. Se sabe que la fiebre y algunas vacunas pueden ser detonante de las crisis (no la causa), al igual que ocurre en otros síndromes como el Síndrome de Dravet.
Las convulsiones atípicas pueden aparecer con o sin febrícula, se manifiesta en episodios en los que en unos días la niña/o puede tener convulsiones en cadena (muchas convulsiones en un día). Existe la posibilidad de un retroceso en las habilidades adquiridas, esto ocurre en una parte de las niñas que tienen el PCDH19 normalmente coincidiendo con las convulsiones, la edad media de la regresión, cuando esta ocurre es entre los 14 y 18 meses, este retroceso ocurre en una parte de las niñas, aún no se sabe por qué algunas niñas tienen regresión y otras no.
Lo más característico para diferenciar esta epilepsia:
1. Se da en niñas (aunque recientemente se van descubriendo un casos de varones).
2. Raramente las convulsiones duran más de dos o tres minutos. (Hay pocos estatus).
3. Las convulsiones no cesan y están agrupadas en días, en un día una niña puede tener perfectamente cinco convulsiones o más de cincuenta.
4. Puede dar con fiebre o depresión del sistema inmune, también puede dar sin causa aparente.
5. En el momento que comienza el episodio convulsivo, son resistentes a los tratamientos iniciales; sin embargo, las crisis suelen ceder con benzodiacepinas.
6. En una parte de las niñas se da una regresión después de un proceso convulsivo.

### Estudios clínicos y tipos de convulsiones
En 2008 se hizo la primera evaluación clínica de pacientes y esta se realizó a 58 individuos, el estudio clínico fue realizado con las siguientes pruebas: un cuestionario validado (Reutens et al., 1992) tipo sobre las convulsiones, un examen neurológico y una revisión de estudios de EEG (electroencefalograma) y de imagen (TC y RM), veintisiete mujeres afectadas tenían una media de inicio de la crisis de 14 meses (rango 6-36) por lo general se presentan con convulsiones. Todos tenían ataques convulsivos en algún momento, con fiebre en 17 de los 27 (63%). Se observaron distintos tipos de ataques con crisis tónico-clónicas (26), tónico (4), parcial (11),  ausencias (5), atónicas (3) y mioclonías (4). Las convulsiones cesaron en una gran parte de los casos a una edad media de 12 años, aunque en algunas personas les continúa en la edad adulta.
El progreso en el desarrollo, fue diferente en cada individuo, fue: normal (7), niños que siempre tuvieron retraso (4), evolución normal seguida de una regresión (12). El desarrollo posterior a la etapa infantil es igualmente es variable pues va desde una inteligencia normal a una discapacidad intelectual grave, con un 67% de las mujeres con inteligencia límite o (border-line).
Desde ese estudio en 2008 se han realizado alrededor de todo el mundo más de 40 nuevos estudios que aumentan aún más los fenotipos clínicos, las novedades han sido: Se han aumentado el número de mujeres portadoras y no afectadas, han encontrado varones afectados, se constatan los problemas de comportamiento y se dan pistas en cuanto al patrón electroencefalográfico de estos niños.
Se han encontrado otros trastornos asociados como: Trastornos Autistas (6), trastorno obsesivo (9), Trastorno de la Inhibición Conductual (7).
En 2013 un estudio en 20 padres portadores de niñas afectadas, encontró que tenían un patrón de personalidad más rígida de lo normal y sugería la posibilidad de que estas personas estuvieran dentro del espectro autista, aunque sólo existe un estudio específico sobre ello, otros investigadores también han encontrado en los padres de niñas afectadas patrones obsesivos.
Lo más característico de la epilepsia EFMR es que en algunos cuadros tienen episodios con muchas convulsiones encadenadas, en inglés seizures in clusters. En los periodos de crisis las niñas tienen muchas convulsiones de corta duración que se encadenan durante varios días, otras dos características comunes de esta epilepsia es que comienza con un difícil control de las crisis, con fiebre o como reacción del sistema inmune.
Otros estudios recientes (L.M. Dibbens et col 2010) están ampliando el estudio y encontrando nuevos hallazgos. Se ha descubierto que también son frecuentes las nuevas mutaciones (de novo) y las mutaciones en padres con mosaico genético.

## Problemas en el desarrollo

### Trastornos del desarrollo
Como se ha indicado anteriormente 1/3 de las niñas son normales intelectualmente, se han asociado problemas el espectro de autista, déficit intelectual, hiperactividad, trastornos obsesivos, agresividad y otros problemas psiquiátricos. En las personas afectadas suelen presentarse con problemas de comportamiento que afecta a las familias.

### Causa de los trastornos del desarrollo
Aún no está claro el motivo de porqué algunas personas sufren retraso y otras no, tampoco se conoce el mecanismo por el que se producen las crisis y el retraso, existen varias hipótesis y sobre ellas se está investigando.
Hay investigadores que piensan que la actividad eléctrica anormal, las convulsiones, la edad de presentación de éstas pueden estar relacionadas con los trastornos en el desarrollo, dicho de otra manera algunos científicos piensan que las convulsiones son la causa de los problemas en niñas con la mutación PCDH19, esto explicaría que algunas regresiones se produzcan después de las convulsiones, pero no el que una parte de ellas siempre tuviera retraso. En este punto no existe consenso en los investigadores puesto hay quienes piensan que la carga genética es la realmente responsable de los trastornos del desarrollo y que las convulsiones en sí mismas no tienen capacidad de provocar un daño en el cerebro si estas no son prolongadas.

## Genética de la epilepsia en niñas con/sin retraso mental

### Herencia del EFMR
Tanto los hombres como las mujeres pueden trasmitir la mutación PCDH19, la diferencia está en que los hombres no padecen la enfermedad y las mujeres si. Las mujeres con mutación tienen un 50% de probabilidades de tener a hijos/as portadores de PCDH19. Los varones sin embargo tienen un 100% de probabilidades de trasmitir la mutación si tienen hijas y ninguna probabilidad si tienen hijos. (ver esquema) 
Se puede ver el árbol genealógico del estudio de PCDH19 en genealógico del estudio de I. Sheffer con la tabla explicativa.

### Genética del EFMR
Es la primera vez que se descubrió una enfermedad genética con este patrón de herencia, en el 2009 se descubrió otra protocadherina ligada al X con el mismo patrón de herencia, se trata del PCDH11X, este se trata de un gen que predispone al Alzeimer a mujeres. En el EFMR reconocimiento clínico es sencillo en las familias múltiples por el patrón de herencia única, sin embargo, este trastorno se debe considerar en familias más pequeñas y en las nuevas mutaciones.
En un estudio realizado en Dinamarca por la Dra. Hjalgrim H., 15 de los 18 casos positivos en PCDH19 habían dado negativo en el test genético SCN1A (Síndrome de Dravet). Por otro lado en Italia la Dra. Carla Marini (Florencia) ha detectado ya dos pares de gemelas afectadas y la expresividad ha sido distinta en cada una de las gemelas, la explicación podría estar en factores ambientales o factores epigeneticos. La expresividad varía de persona a persona, pese a tener la misma mutación, existen casos documentados de mujeres portadoras que no presentan ningún tipo de crisis epilepticas ni retraso.
Existen 91 experimentos y 70 partes del organismo donde se muestra el gen, se puede ver la expresión del gen de PCDH19 en el atlas de expresión genética (enlace roto disponible en Internet Archive; véase el historial, la primera versión y la última). o en el atlas de proteínas humanas.

## Prueba diagnóstica
Se realiza si se sospecha que la persona tiene alguno de los síntomas de la enfermedad, se recomienda realizar en todos los casos que el neurólogo haya sospechado el Síndrome de Dravet (el GEN SNC1A) y el resultado del test genético haya dado negativo. La prueba diagnóstica se puede hacer mediante extracción de sangre o saliva de la persona afectada y de sus familiares más directos.
Está especialmente recomendada en niñas que hayan sufrido convulsiones en serie, convulsiones después de la administración de vacunas y/o hayan sufrido alguna regresión. La prueba se analizará en un laboratorio especializado en Genética Molecular por solicitud del neurólogo.

## Tratamiento

### Tratamiento farmacológico epilepsia
Para la epilepsia se utilizan los antiepilépticos (FAES) que hay actualmente y en gran parte de los casos se controlan las convulsiones pero en los casos graves hay alta farmacoresistencia. Si la niña presenta retraso intelectual, si hubiera rasgos autistas o problemas de comportamiento es recomendable la atención temprana.
El estudio más amplio y más importante escrito hasta la fecha fue publicado en febrero de 2016 por Jon Lotte, en un estudio de 58 niñas con pcdh19, los mejores fármacos según este estudio son: el bromuro (6 pacientes lo tomaron por lo que la muestra no es muy amplia) y el valproato con clobazam. Hay algunos fármacos que según el mencionado estudio NO les funcionan, todos los inhibidores de canales de sodio: carbamazepina, rufinamida, lamotrigina, oxcarbamazepina, fenitoina. Las impresiones de los médicos es que con la edad las crisis van respondiendo mejor a los fármacos. De cualquier forma cada persona es diferente y para dar con el mejor fármaco se consigue en base de ensayo y error.
 Algunos estudios recientes muestran que determinados fármacos funcionan mejor, y que las crisis epilépticas pueden controlarse con mayor facilidad a partir de los 10 años. Sin embargo, se ha visto que no es recomendable suspender el tratamiento antiepiléptico, aún después de estar varios años sin crisis, porque estas pueden reaparecer.
Un médico Japonés el Dr. Higurashi, ha usado como medida de emergencia ante crisis convulsivas repetidas corticoesteroides con éxito según sus publicaciones, según este estudio este fármaco también podría ser neuroprotector.
Futuro fármaco para el PCDH19: Se está estudiando la conveniencia de un fármaco antiepileptico de tercera generación para el PCDH19. En ensayos clínicos en fase II aproximadamente 500 voluntarios sanos recibieron dosis de ganaxolona y se ha demostrado en estos estudios una gran seguridad y eficacia, actualmente la galaxolona se encuentra en la fase III y se espera que si los ensayos clínicos son favorables en no mucho tiempo se comercialice.
Futuras terapias: Al ser un problema genético y un solo gen el afectado, existiría una posible solución a medio largo plazo con la terapia génica, si se repara el gen se podrían solventar bastantes problemas genéticos.

### Tratamiento farmacológico de los problemas psiquiátricos asociados
No existe ningún fármaco específico que haya mostrado una especial eficacia en los problemas asociados a este síndrome y no existe ningún estudio al respecto. En algunas niñas neurólogos y psiquiatras han probado fármacos antidepresivos para el comportamiento (fluoxetina, sertralina), para la hiperactividad han probado metilfenidato y la atomoxetina y para la agresividad risperidona, ninguno de los fármacos anteriores parece ser realmente efectivo y pero sin embargo se han reportado efectos adversos, hay que puntualizar que esta información está recogida directamente de las familias y aún no existe estudio alguno al respecto. La terapia psiquiátrica / psicológica debe ser personalizada para cada persona según sus síntomas y se debe tener en cuenta en estas terapias el apoyo a la familia de la persona afectada. Existen esperanzas en que nuevos fármacos puedan mejorar los síntomas asociados a este síndrome como son el cannabidiol o la ganaxolona, pero aún no existen evidencias científicas para apoyar su uso.

### Tratamiento de urgencia en crisis epilépticas
Habitualmente el protocolo en las convulsiones infantiles indica que se debe esperar entre 1-3 minutos a que pase la convulsión y si esta no cesa se debe aplicar diazepam rectal o midazolam nasal/bucal (según criterio médico), inmediatamente después se debe trasladar a la persona a un centro hospitalario para el control de las crisis. Hay consenso en no esperar a aplicar el diazepam más de tres minutos, pero no existe consenso con respecto a si se debería aplicar antes.
En el EFMR/PCDH19 aún está en fase de estudio una recomendación específica, actualmente están probando a administrar una dosis de una benzodiacepina u otro fármaco análogo inmediatamente al empezar una crisis, el objetivo sería parar las convulsiones en cadena. En la epilepsia EFMR se sabe que poco tiempo después de la primera crisis (entre 10 minutos a 5 horas de intervalo) vendrá una cadena (clúster) de crisis. Tampoco existe consenso con respecto a la oxigenación en las convulsiones, en EE. UU. se recomienda oxigenación continuada, en Europa solo se recomienda en los casos de estatus epilépticos prolongados. Es recomendable además la monitorización EEG durante estos periodos en urgencias u hospitalización.
Fármacos indicados para las convulsiones (nota importante: Bajo estricto control médico): diazepam, midazolam, lorazepam o clonazepam. (Ver los estudios sobre Higurashi con corticosteroides). Las crisis en cadena normalmente se controlan con alguna de estas benzodiacepinas.
Los primeros auxilios en la Epilepsia Limitada a niñas con/sin retraso mental (EFMR) es igual que en otras epilepsias:
Lo que se debe hacer: 
1. Asegurar a la persona y el entorno para proteger de lesiones (golpes, cortes, caídas, etc.).
2. Proteger a la persona de asfixia, comprobar vías respiratorias, aflojar la ropa para facilitar la respiración, colocar a la persona de lado para evitar la asfixia por vómito.
3. Controlar el tiempo y si existe indicación médica aplicar medicación correspondiente y solicitar ayuda.
4. Observar los movimientos, controlar la apariencia y constantes vitales.
5. Permanecer al lado de la persona hasta que se recupere o hasta que llegue asistencia médica profesional.
6. Traslado centro hospitalario.

Lo que nunca se debe hacer:
1. No introducir nada dentro de la boca, la persona podría asfixiarse.
2. No limitar los movimientos de la persona no moverla, exceptuando en aquellos casos en la que la persona se encuentra cerca de un peligro.
3. No administrar ninguna medicación si no existe indicación médica.
4. No gritar a la persona ni intentar que cese la convulsión o zarandearla, la persona no tiene control de sí misma.

En el hospital:
1. Cualquier médico de urgencia en teoría está preparado para controlar una convulsión en niños o adultos.
2. En caso de que la convulsión no esté autolimitada o exista un descontrol de las convulsiones el mejor médico para manejar la situación es el intensivista pediátrico.

## Investigación
Asociaciones de familias europeas y americanas están patrocinando la investigación básica y aplicada de equipos científicos en todo el mundo con el objetivo de encontrar un fármaco diana para la epilepsia PCDH19. El equipo del Centro de Investigación de epilepsias y el Departamento de Medicina de la Universidad de Melbourne, están trabajando en una molécula para conseguir un remedio contra la enfermedad. El pasado 26 de mayo de 2011 han patentado un Método de diagnóstico y un tratamiento para el EFMR que podría en un futuro servir para el tratamiento de la enfermedad.
El objetivo último es parar las crisis epilépticas y los distintos problemas de desarrollo. Con este fin existen numerosos avances en investivación básica, farmacología, farmacogenómica y en la investigación con células madre que abren una gran esperanza de futuro. Hasta el experimento de Dr. Adrian Bird en ratones, se suponía que todas las encefalopatías que cursaban con deterioro cognitivo o neurodegenerativo eran irreversibles, sin embargo el Dr. Bird demostró que puede que no siempre sea así, en el experimento se bloqueó la proteína MECP2 y con lo que los machos murieron y las hembras desarrollaron el síndrome Rett en ratones (convulsiones, problemas cognitivos y psicomotrices, problemas respiratorios, etc.) cuando el investigador revirtió la situación y dejó que la proteína MECP2 funcionara correctamente y los ratones volvieron a desarrollar sus capacidades. Esta investigación ha revolucionado el modo de entender algunos síndromes genéticos que cursan con deterioro neurológico o intelectual. Hay que contextualizar sin embargo que el cerebro del ratón no es como el del humano y esto no significa necesariamente que haya una cura cercana para todas las enfermedades, también existen limitaciones éticas a la hora de experimentar con humanos que no existen en los experimentos con ratas de laboratorio. Se pueden ver en el tercer congreso sobre el PCDH19 todas las novedades de esta enfermedad.

### Incidencia en la población
Está clasificada como una enfermedad rara, pero su incidencia real puede ser mucho mayor de lo que se piensa, actualmente no existen estudios epidemiológicos que recojan la incidencia de este síndrome, para la confirmación se requerirían más estudios genéticos entre la población epiléptica. A este problema se une que es una enfermedad de nuevo descubrimiento (2008) y no es lo suficientemente conocida por los profesionales de la salud.
Desde su descubrimiento aparecen cada año nuevos estudios, Se han realizado estudios en 2010 Dinamarca por la Dra. Helle Hjalgrim et cols (2011 Epilepsi Hospitalet, Dinamarca), en la que identificó a 12 pacientes con PCDH19 de 18, de las cuales 15 se habían dado negativo en test del gen SNC1A. 
En Italia por el Dr Specchio y colaboradores, y Zara F y doctora Carla Marini en Bélgica (Hardies K. et cols), Francia (Rimamnabbout et cols), Australia (Scheffer et cols), Alemania (Neubauer) y Japón (Higurashi et cols) los primeros estudios indican que entre un 5% y un 10% de niñas con convulsiones febriles plus podrían tener este gen como responsable de sus crisis.

### Prueba diagnóstica
Se recomienda realizar siempre en todos los casos de epilepsia, los últimos investigadores que han conseguido sacar casos a la luz han usado tecnologías NGS, nuevas técnicas de secuenciación masiva, en el que se puede secuenciar todo el Exoma y confirmar con métodos de secuenciación Sanger, se recomienda mirar duplicaciones, delecciones y posibilidad de mosaicismo. Se recomienda especialmente si la niña ha sufrido convulsiones en cadena. La prueba diagnóstica se puede hacer mediante extracción de sangre o saliva de la persona afectada y de sus familiares más directos, recientemente en Dinamarca se ha encontrado un caso de una niña que dio positivo en el Gen PCDH19 que comenzó a convulsionar a los 6 años, por lo que se ha ampliado aún más el fenotipo que abarca este gen.
La prueba está especialmente indicada en niñas que hayan sufrido convulsiones en serie (llamadas también convulsiones de racimo, convulsiones en cadena, convulsiones en clusters, etc.), se recomienda en todas las niñas que tengan diagnóstico GEFS+ (convulsiones febriles plus) pues se da en el 5% de estas niñas, se recomienda la prueba cuando las convulsiones estén asociadas a fiebre, infecciones o después de la administración de vacunas, muy especialmente si han sufrido alguna regresión, presentan retraso cognitivo o problemas de comportamiento. La prueba se analizará en un laboratorio especializado en Genética Molecular por solicitud del neurólogo. Las pruebas genéticas se deben realizar ante la sospecha porque reporta las siguientes ventajas diagnósticas:
1. Se tendrá un diagnóstico y una orientación de la evolución.
2. En caso de que el resultado sea positivo en el paciente, se debe realizar el análisis a los padres para saber si son portadores o es una nueva mutación, en caso de que los padres fuesen portadores, se puede proceder a ofrecer consejo genético.
3. Se podrán indicar los fármacos más eficaces para el PCDH19.
4. Se evitarán otras pruebas diagnósticas, con las molestias que llevan asociadas.
5. Se descartará completamente (si no existen otras causas) la cirugía de la epilepsia y evitará una operación que puede empeorar el estado del paciente.
6. Aunque actualmente no existen protocolos diferenciados para el PCDH19 en el tratamiento de las crisis, conforme avance el conocimiento de la enfermedad es posible que se cree un protocolo específico.

### Lugares para hacerse la prueba
Como se ha indicado anteriormente en cualquier laboratorio genético molecular, los últimos estudios están recogiendo muchas personas con las técnicas de secuenciación genética de nueva generación realizando el análisis a todo el exoma y no como se hacía habitualmente haciendo el análisis gen a gen.

## Inmunización (epilepsia y vacunas)
En algunos síndromes epilepticos las vacunas pueden provocar crisis epilepticas, especialmente la DPT o DPTa (difteria, tos convulsa y tétanos), cabe resaltar que la vacuna es el detonante pero no la causa. Algunos científicos piensan que no hay una correlación entre las vacunas y la evolución posterior del niño (aunque es algo en estudio). 
La recomendación general es vacunar especialmente si las crisis están controladas, sin embargo el médico sopesará la vacunación (riesgos y beneficios) una vez establecido el diagnóstico del EFMR, Dravet o en niños con enfermedades neurológicas, especialmente los que alguna vez hayan presentado una reacción grave a una vacuna. Las convulsiones, desarrollo posterior de autismo y la regresiones en niños con EMFR, S. de Dravet u otras encefalopatías están más relacionadas con la carga genética que con las propias vacunas, sin embargo si el médico desaconsejara la vacunación el niño estaría protegido por la inmunidad de grupo, por eso no está justificada que personas que desaconsejen la vacunación a todos los niños pues no sólo comenten una irresponsabilidad personal y social, sino que ponen en serio riesgo de epidemia a los niños que por una razón justificada no pueden vacunarse.
Es importante valorar muy bien los riesgos pues la decisión de no vacunar dejará al niño desprotegido de enfermedades graves que en algunos casos pueden provocar la muerte o secuelas irreversibles, el protocolo debe ser personalizado, algunos expertos recomiendan en aplicar de manera preventiva clobazám en el periodo que existe mayor riesgo (después de aplicar la vacuna), de esta forma se podrían prevenir las convulsiones.
Si se aconsejará posponer la vacunación a la niña con un diagnóstico de PCDH19 positivo, estaría protegida por la inmunidad de grupo siempre y cuando el grupo que rodea a la niña esté vacunado, por esa razón no está justificado bajo ningún concepto que personas que desaconsejen la vacunación a de forma general. Las vacunas son protectoras ante enfermedades epidémicas y no vacunar a un niño de forma injustificada es una irresponsabilidad personal y social pues pone en riesgo serio su salud y el de las personas que por una razón justificada no pueden vacunarse, actualmente lo más investigado es la relación entre la vacunación y el Síndrome de Dravet (positivo en el gen SCN1A).

### Asociaciones de ayuda
Al ser una enfermedad descubierta recientemente está dentro de las asociaciones de Epilepsia, en Italia ya hay una asociación para la investigación del PCDH19. Y hay un grupos en Facebook sobre este tipo de epilepsia EFMR/PCDH19, además de una asociación española de afectados: https://www.pcdh19.com/asociacion-epilepsia-rosa-pcdh19/